# Poema de Alfonso Onceno
El Poema de Alfonso Onceno o Crónica rimada es un poema cronístico incompleto acerca del rey de Castilla Alfonso XI escrito en cuartetas en 1348 por Rodrigo Yáñez con rasgos lingüísticos asturleoneses. 
Se conservan unas 2450 cuartetas copiadas en el siglo XV en un manuscrito que custodia la Real Academia Española. Aparece el nombre de Rodrígo Yáñez como «notador», por lo que en él se ha visto al autor del poema, que fue descubierto y editado por vez primera por el medievalista Florencio Janer en 1863.
Relata la vida de Alfonso XI de Castilla y León desde su subida al trono cuando solo contaba con un año de edad en 1312 hasta la conquista de Algeciras de 1344, e incluye información sobre la lucha del rey castellano contra la dinastía de los benimerines y en la batalla del Salado. Además, se introducen alabanzas del propio rey y de su amante, Leonor de Guzmán.

En este tiempo los señores
corrían a Castiella.
Los mesquinos labradores
pasaban grant mansiella

Los algos les tomaban
por mal o por codiçia
las tierras se ermaban
por mengua de justiçia.
Poema de Alfonso XI, c. 72-73.

Por su temática histórica y la presencia de recursos literarios propios de los cantares de gesta fue considerado por Marcelino Menéndez Pelayo como «el último eco del mester de juglaría». Sin embargo su contenido está más cercano de las crónicas en prosa alfonsíes y, pese a que no se ha identificado una fuente cronística directa del poema, es de suponer que la hubiera. También se sirvió Yáñez del Libro de Alexandre y del Poema de Fernán González para componer su obra. Con estos textos, que si bien pertenecen a la literatura de clérigos utilizan frecuentemente fórmulas épicas, comparte numerosos rasgos estilísticos. También revela el Poema de Alfonso XI numerosos paralelismos con un texto homónimo portugués de Afonso Giraldes, aunque no se ha podido discernir cuál de los dos sirvió de fuente al otro. En el escrito en castellano dice así:
La profecía conté / e torné en desir llano. / Yo, Rodrigo Yannes, la noté / en lenguaje castellano.
Las conjeturas sobre el autor se inclinan por pensar que se trata de Rodrigo Yáñez de Zamora, último maestre de la Orden del Temple en Castilla y luego primero de la Orden de Cristo en Portugal, fallecido en fechas próximas a la súbita muerte del rey Alfonso XI, en 1350. Aunque se ha acusado al poema de cierta monotonía, se pueden señalar determinados aciertos; como la claridad de la estructura, en la que además interviene la función profética del adivino Merlín —un personaje aclimatado en la literatura peninsular a partir de los libros de aventuras artúricos—, el interés social de aquellos pasajes en los que denuncia los desmanes de la nobleza y el sufrimiento del pueblo llano durante el belicoso siglo XIV castellano (cuartetas 72-73), o la utilización de tropos provenientes de la caza en la descripción de batallas contra los agarenos.

## Ediciones
- Rodrigo Yáñez, Poema de Alfonso XI, ed. Y. T. Cate, Madrid, C.S.I.C, 1956 (Anejos Revista de Filología Española, LXV).
- —— Poema de Alfonso Onceno, Alicante, Biblioteca Virtual Miguel de Cervantes, 2008. Reproducción digital de la ed. de Florencio Janer en VV. AA., Poetas castellanos anteriores al siglo XV, Madrid, Rivadeneyra, 1864, págs. 477-551. (Biblioteca de Autores Españoles, 57).